# ティアラ

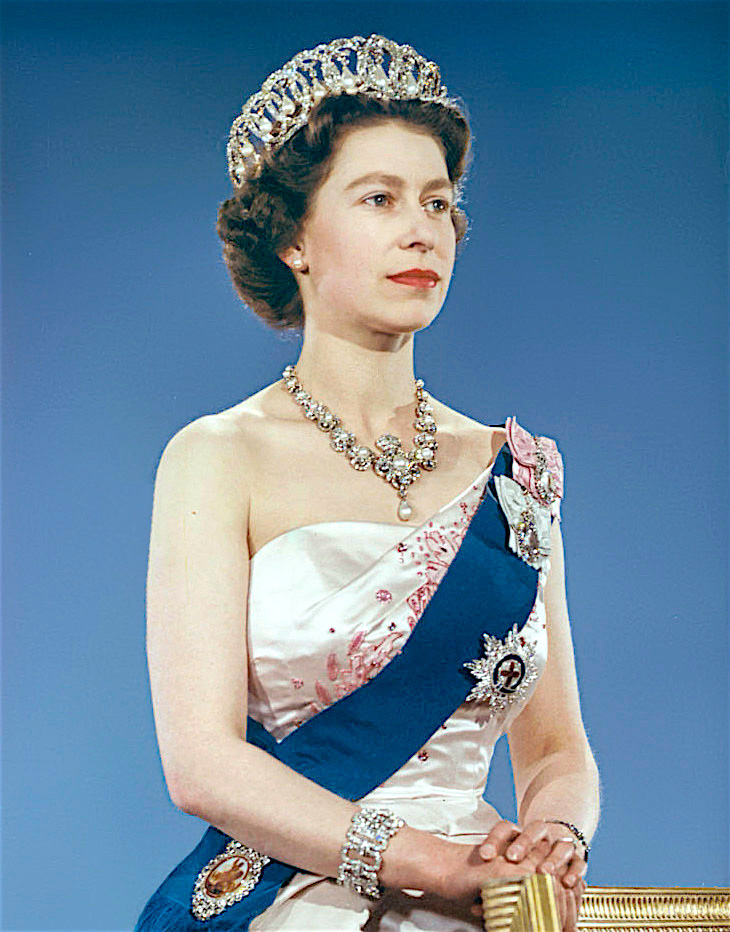
ザ ウラディミール ティアラを着用した英国女王及び英連邦王国の女王・エリザベス2世（1959年）

ティアラ (Tiara) は、頭頂部に着用する女性用の装飾品（アクセサリー）。タイアーラともいう。

## 礼装とティアラ
ティアラは広義のクラウン（crown、冠）の一種である。広義のクラウンには、ティアラのほかに、リース (wreath)、コロネット (coronet)、ミトラ (mitre)、ダイアデム (diadem) などを含む。
一方、礼装において、ティアラは狭い意味でのクラウンとは区別される。クラウンもティアラも礼装に用いられる装飾品であるが、クラウンは第一礼装用の装飾品である。これに対してティアラは第二礼装用の装飾品である。ティアラは西欧ではデミコロナル（半冠）とも称する。
第二礼装用のティアラは第一礼装用のクラウンとは異なり、装飾が前面（前頭部）のみのバンド型で後面には装飾を持たないという特徴がある。したがって、横見がすっきりと格調高く仕上がるようなヘアデザインとの組み合わせが想定されている。ティアラには後部に足と呼ばれる金具がついており、着用時には足の部分を髪かベールで隠す。
ティアラは西欧の王室や日本の皇室などで礼装に用いられることも多い。
古くから、女性皇族が成人になってティアラを作る場合、御用達技能者の数名が作品を献上し出来栄えによって選別したり、特定の業者が契約していた。紀宮清子内親王の際は内廷費で製作された。寛仁親王の長女の彬子女王の時は随意契約でミキモトが2577万円で宮廷費で製作された。競争原理を取り入れた近代においては、寛仁親王の次女瑶子女王のティアラ作成時から入札が始まり和光が1921万円、高円宮の長女承子女王のティアラも和光で1879万円、高円宮の次女の典子女王のティアラがミキモトで1522万円、高円宮の三女の絢子女王のティアラもミキモトで1485万円、秋篠宮の長女眞子内親王のティアラは、和光が2856万円で落札した。秋篠宮の次女佳子内親王のティアラに関しては、2890万円の予算を計上し2793万円で落札、初めてデザインを公募、「審査委員会」（審査委員は高階秀爾・大原美術館館長、宮田亮平・東京芸術大学長ら3人を予定）による協議の結果、ミキモトが制作業者に選定された。ティアラは高額なため、宮内庁は国費の宮廷費を製作費に充てている。ティアラは国の所有となり、女性皇族はそれを借用し、結婚して皇室を離れるとき返納し宮内庁が管理する。
ティアラは格調の高さや上品さから婚礼などのヘッドドレスとして人気がある。
現存するアンティーク・ジュエリーなどにおいては、裏の部品を着け外しすることによって、ネックレスやブローチとして着用できるものも見られる。

## ギャラリー

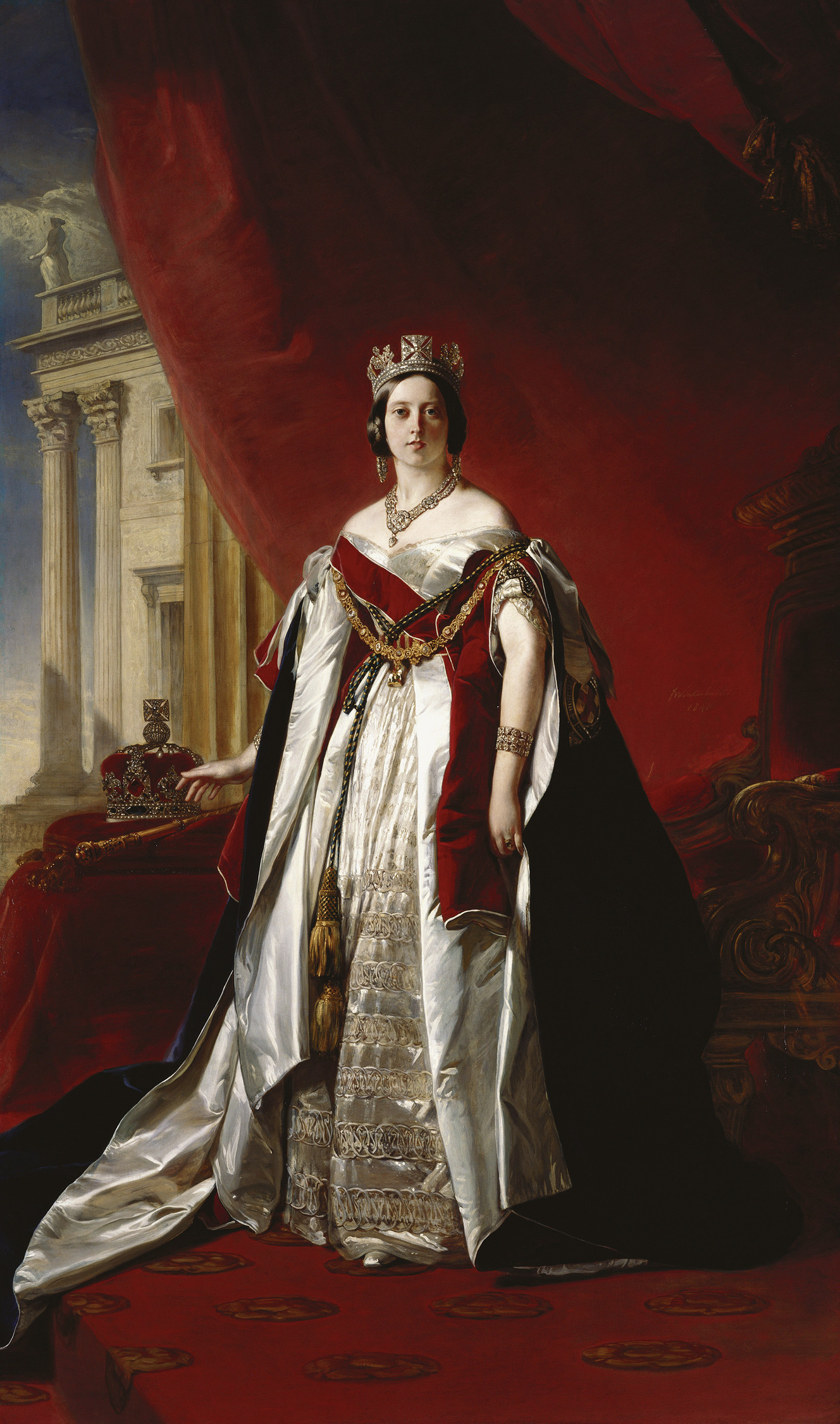
ジョージ4世ステート ダイアデムを着用した大英帝国の女王・ヴィクトリアの肖像画
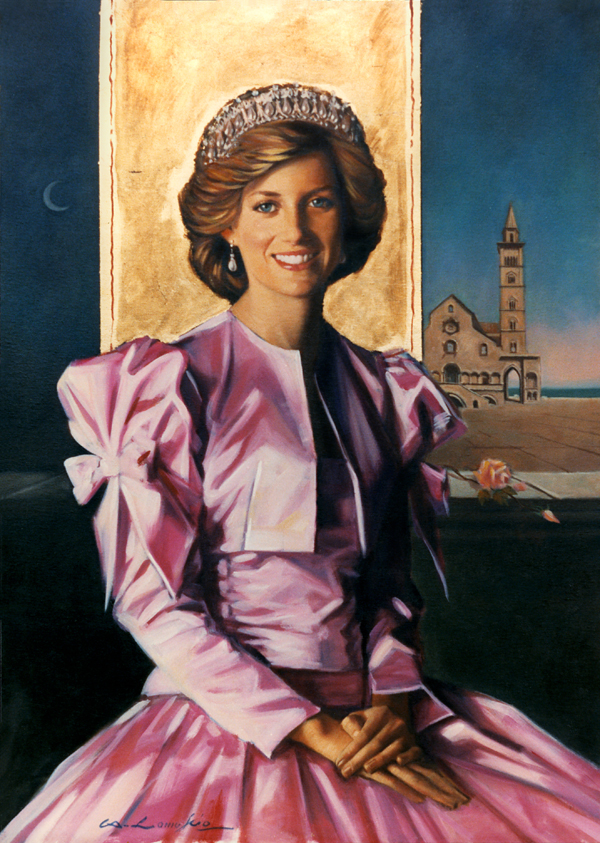
ケンブリッジ ラバーズ ノット ティアラを着用したダイアナ元英国皇太子妃の肖像画
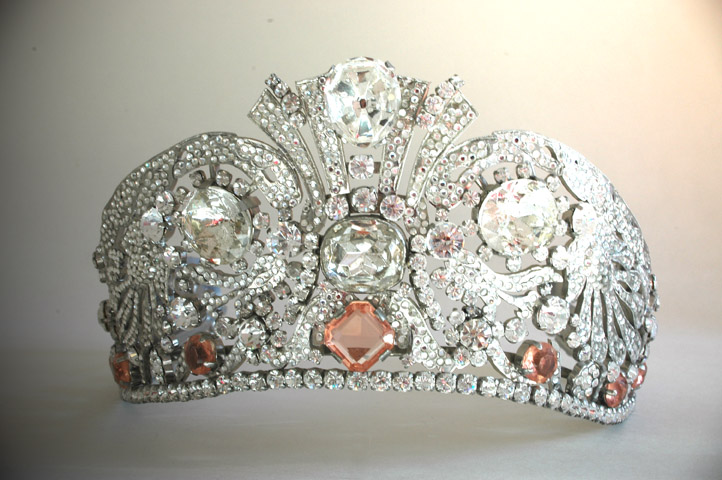
大ぶりの豪華なティアラ
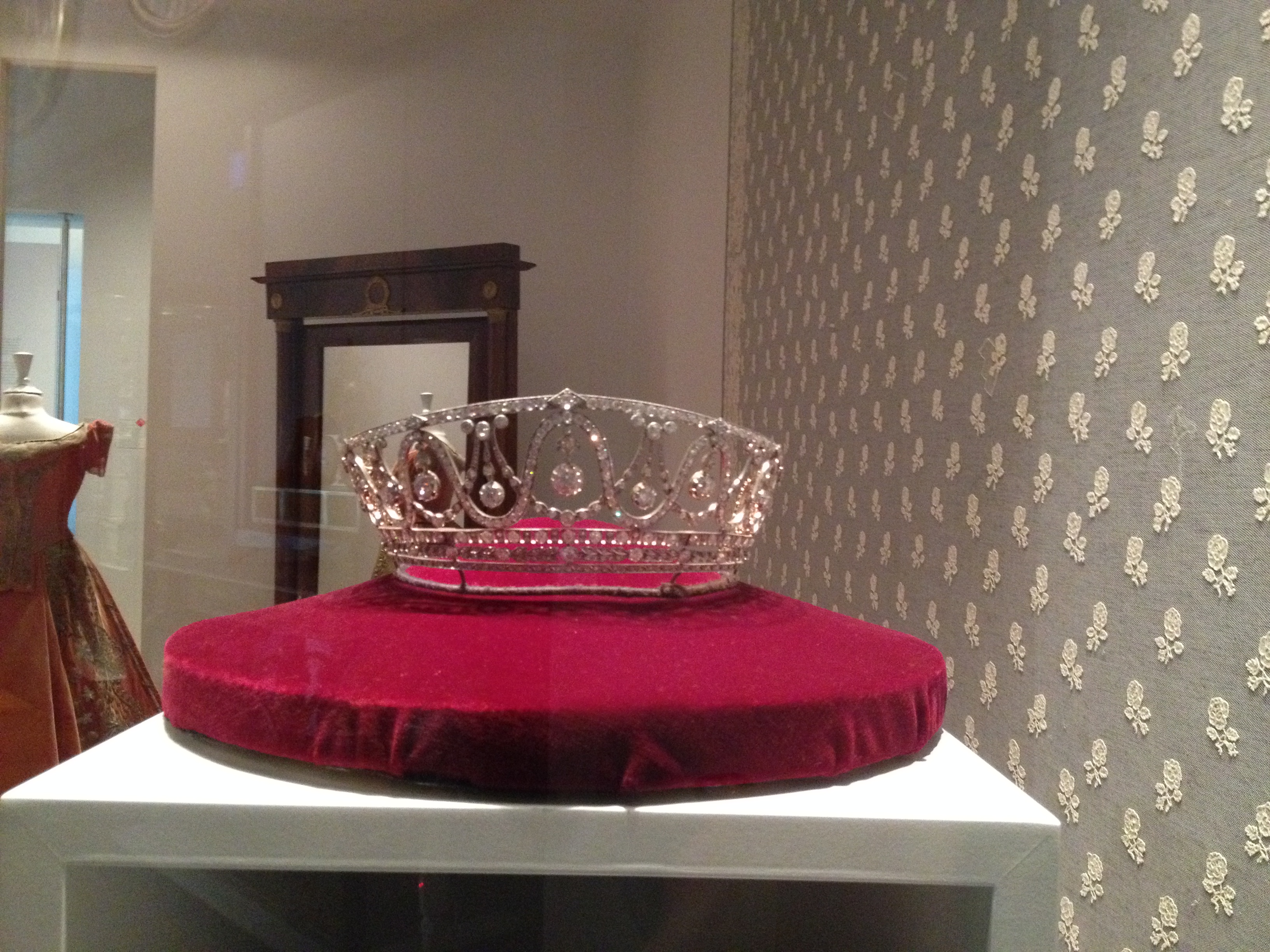
台座の上に飾られたティアラ
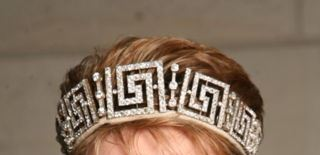
ティアラを着用した一例